# William S. Hart
William Surrey Hart (Newburgh, 6 dicembre 1864 – Newhall, 23 giugno 1946) è stato un attore e regista statunitense, tra i principali esponenti del cinema western del periodo del muto, assieme a Tom Mix e Broncho Bill.
Gli è stata inoltre conferita una Stella sulla Hollywood Walk of Fame postuma.

## Biografia
William Surrey Hart nasce da padre di origini irlandesi, James Howard Hart (1829-1902) e madre di discendenza tedesca, Katherine Diédricht (1833-1909).
Visse per qualche anno in Dakota, poi lavorò nell'ufficio postale a New York, prima di intraprendere gli studi di attore nel 1888: divenne ben presto rinomato a Broadway, e partecipò alla versione teatrale di Ben Hur nel 1899 (suo il ruolo di Messala Severus, che interpreterà anche nella versione cinematografica del 1907).
Si caratterizza per la recitazione misurata e programmata (contrariamente a quelle enfatiche dell'epoca) che fa presa e impressiona il produttore Thomas H. Ince, che lo avvia alle pellicole sul grande schermo quando è in età decisamente matura (49 anni nel 1913, epoca del primo film che riconosce come tale).

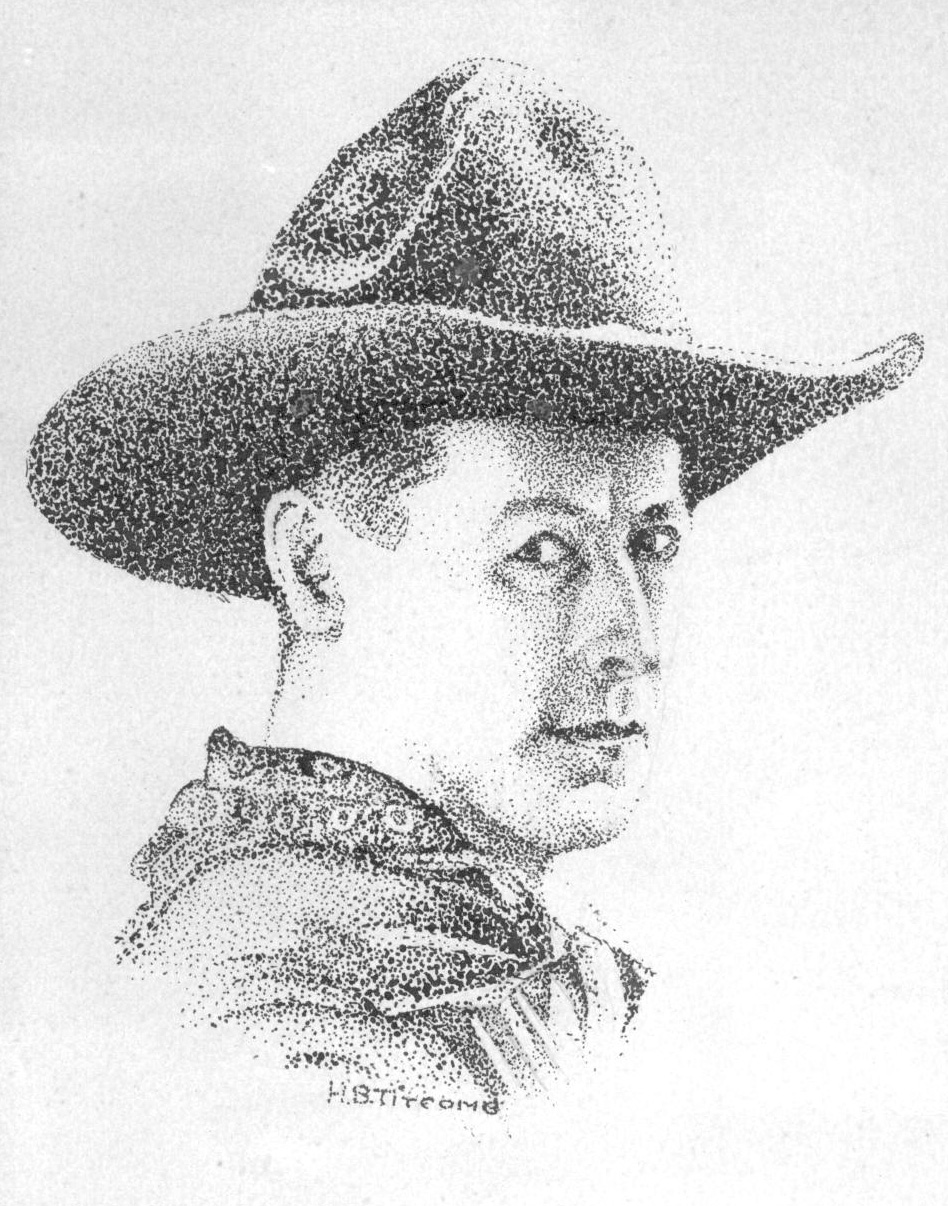
Ritratto di Hart nel 1929

La sua formazione teatrale è comunque fondamentale per delineare il suo personaggio, che divenne una figura celeberrima dell'epoca (venne anche parodiato da Buster Keaton ne Il nord ghiacciato, 1922).
Dopo una partecipazione nel 1907 al film Ben-Hur, inizia la carriera vera e propria con due film fondamentali dell'epoca del muto: Il baratto (The Bargain, 1914) e La cattura di Lure McVane (The Taking of Lure McVane, 1915), che impostano le basi del nascente genere western dal punto di vista dell'analisi dei personaggi piuttosto che sul lato puramente avventuroso, in cui "(...) il suo personaggio dal passato oscuro o negativo riguadagna dignità con un gesto eroico".
Come molti attori dell'epoca, la sua carriera è subito anche di regista: nel 1915 firma Pinto Ben, tratto da un suo testo, Keno Bates bugiardo.
Nell'arco di pochi anni, tra il 1914 e il 1920, firma una sessantina di film western muti, nelle vesti di attore e regista. Il genere western comincia a diventare maggiormente avventuroso e d'azione e Hart segna un po' il passo dopo gli anni venti. Nel 1924 interpreta Abiti da strapazzo (Tumbleweeds), film che non ottiene il successo sperato e che lo fa ritirare dalle scene.

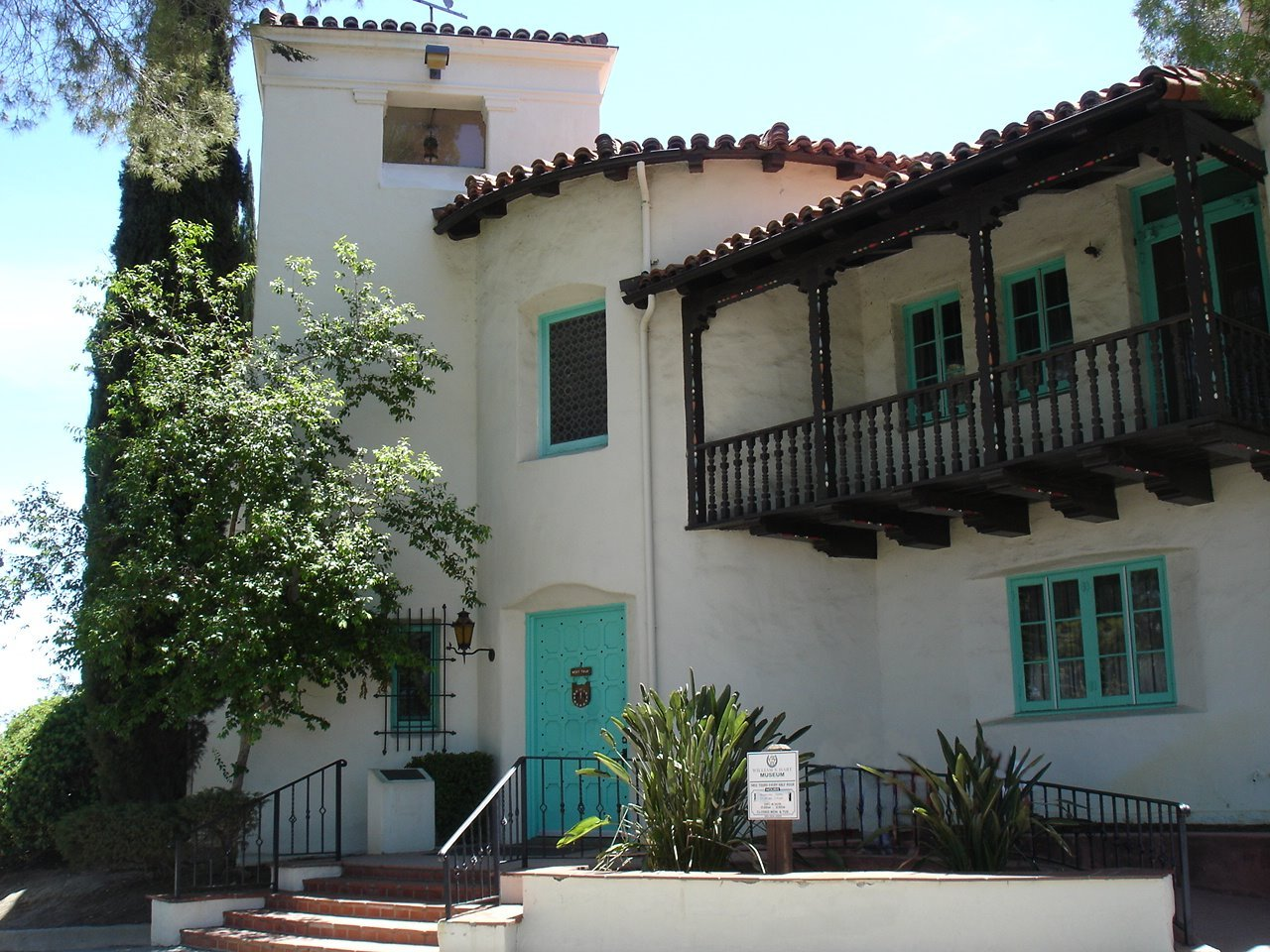
Facciata del ranch di Hart, ora museo che fa parte del Natural History Museum di Los Angeles

## Teatro
- Ben-Hur, di William Young (Broadway, 29 novembre 1899-maggio 1900)
- The Squaw Man, di Edwin Milton Royle (Broadway, 23 ottobre 1905)
- The Trail of the Lonesome Pine, di Eugene Walter (Broadway, 29 gennaio 1912)

## Filmografia

### Attore
- The Man Killer
- Ben Hur, regia di Sidney Olcott, Frank Oakes Rose, H. Temple e, non accreditati, Harry T. Morey e Frank Rose - cortometraggio (1907)
- His Hour of Manhood
- Jim Cameron's Wife
- The Bargain, regia di Reginald Barker - cortometraggio (1914)
- Two-Gun Hicks, regia di William S. Hart - cortometraggio (1914)
- In the Sage Brush Country
- Grit, regia di William S. Hart - cortometraggio (1915)
- The Scourge of the Desert, regia di William S. Hart - cortometraggio (1915)
- Mr. 'Silent' Haskins, regia di William S. Hart - cortometraggio (1915)
- The Grudge, regia di William S. Hart - cortometraggio (1915)
- The Sheriff's Streak of Yellow, regia di William S. Hart - cortometraggio (1915)
- The Roughneck, regia di William S. Hart e Clifford Smith (1915)
- On the Night Stage, regia di Reginald Barker (1915)
- The Taking of Luke McVane, regia di William S. Hart, Clifford Smith - cortometraggio (1915)
- The Man from Nowhere, regia di William S. Hart (1915)
- 'Bad Buck' of Santa Ynez, regia di William S. Hart - cortometraggio (1915)
- The Darkening Trail, regia di William S. Hart (1915)
- The Conversion of Frosty Blake, regia di William S. Hart - cortometraggio (1915)
- Tools of Providence, regia di William S. Hart  (1915)
- The Ruse, regia di William H. Clifford e William S. Hart (1915)
- Cash Parrish's Pal, regia di William S. Hart - cortometraggio (1915)
- Knight of the Trail, regia di William S. Hart - cortometraggio (1915)
- Pinto Ben, regia di William S. Hart - cortometraggio (1915)
- Keno Bates, Liar, regia di William S. Hart - cortometraggio (1915)
- The Disciple, regia di William S. Hart e, non accreditato, Clifford Smith (1915)
- Between Men, regia di William S. Hart (1915)
- Il vendicatore (Hell's Hinges), regia di Charles Swickard e, non accreditati, William S. Hart e Clifford Smith (1916)
- The Aryan, regia Reginald Barker, William S. Hart e Clifford Smith (1916)
- The Primal Lure, regia di William S. Hart (1916)
- The Apostle of Vengeance, regia di William S. Hart (1916)
- The Captive God
- The Patriot, regia di William S. Hart (1916)
- The Dawn Maker, regia di William S. Hart (1916)
- The Return of Draw Egan, regia di William S. Hart (1916)
- The Devil's Double
- Truthful Tulliver, regia di William S. Hart (1917)
- The Gun Fighter, regia di William S. Hart (1917)
- The Desert Man, regia di William S. Hart (1917)
- The Square Deal Man, regia di William S. Hart (1917)
- Wolf Lowry, regia di William S. Hart (1917)
- The Cold Deck, regia di William S. Hart, Clifford Smith (1917)
- All-Star Production of Patriotic Episodes for the Second Liberty Loan (1917)
- The Silent Man, regia di William S. Hart (1917)
- The Narrow Trail , regia di William S. Hart, Lambert Hillyer (1917)
- Wolves of the Rail, regia di William S. Hart (1918)
- 'Blue Blazes' Rawden, regia di William S. Hart (1918)
- The Tiger Man, regia di William S. Hart (1918)
- Selfish Yates, regia di William S. Hart (1918)
- Shark Monroe, regia di William S. Hart (1918)
- Riddle Gawne, regia di William S. Hart e Lambert Hillyer (1918)
- The Border Wireless, regia di William S. Hart (1918)
- Branding Broadway
- The Lion of the Hills
- Staking His Life
- Breed of Men
- The Poppy Girl's Husband, regia di William S. Hart e Lambert Hillyer (1919)
- The Money Corral, regia di William S. Hart (1919)
- Square Deal Sanderson
- Wagon Tracks, regia di Lambert Hillyer (1919)
- John Petticoats, regia di Lambert Hillyer (1919)
- The Toll Gate
- Sand (1920)
- The Cradle of Courage, regia di Lambert Hillyer (1920)
- The Testing Block
- O'Malley of the Mounted
- The Whistle
- Three Word Brand (o 3 Word Brand), regia di Lambert Hillyer (1921)
- White Oak, regia di Lambert Hillyer (1921)
- Travelin' on
- Wild Bill Hickok, regia di Clifford S. Smith (1923)
- Hollywood, regia di James Cruze (1923)
- Singer Jim McKee
- Tumbleweeds, regia di King Baggot (1925)
- Maschere di celluloide

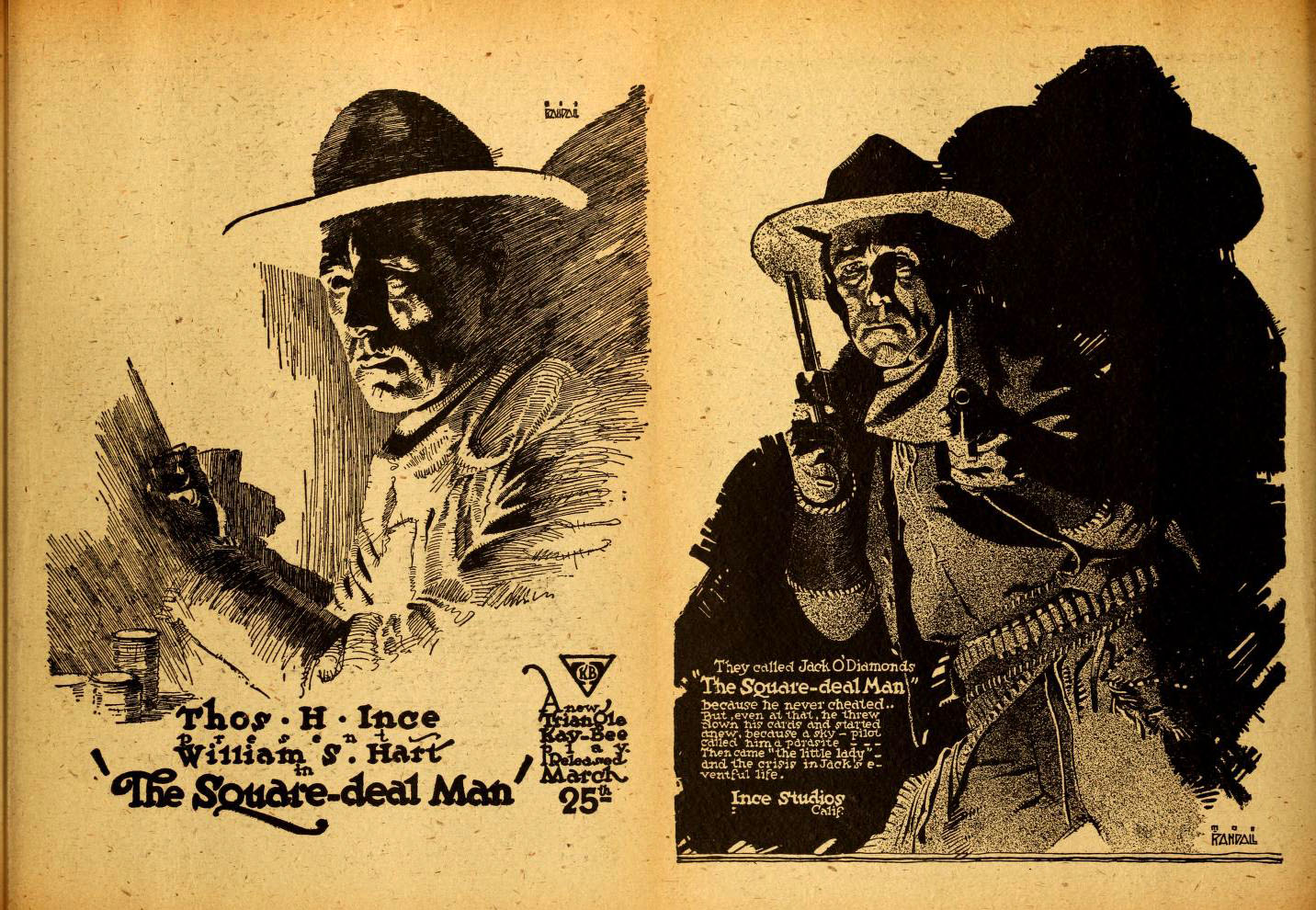
The Square Deal Man (1917)
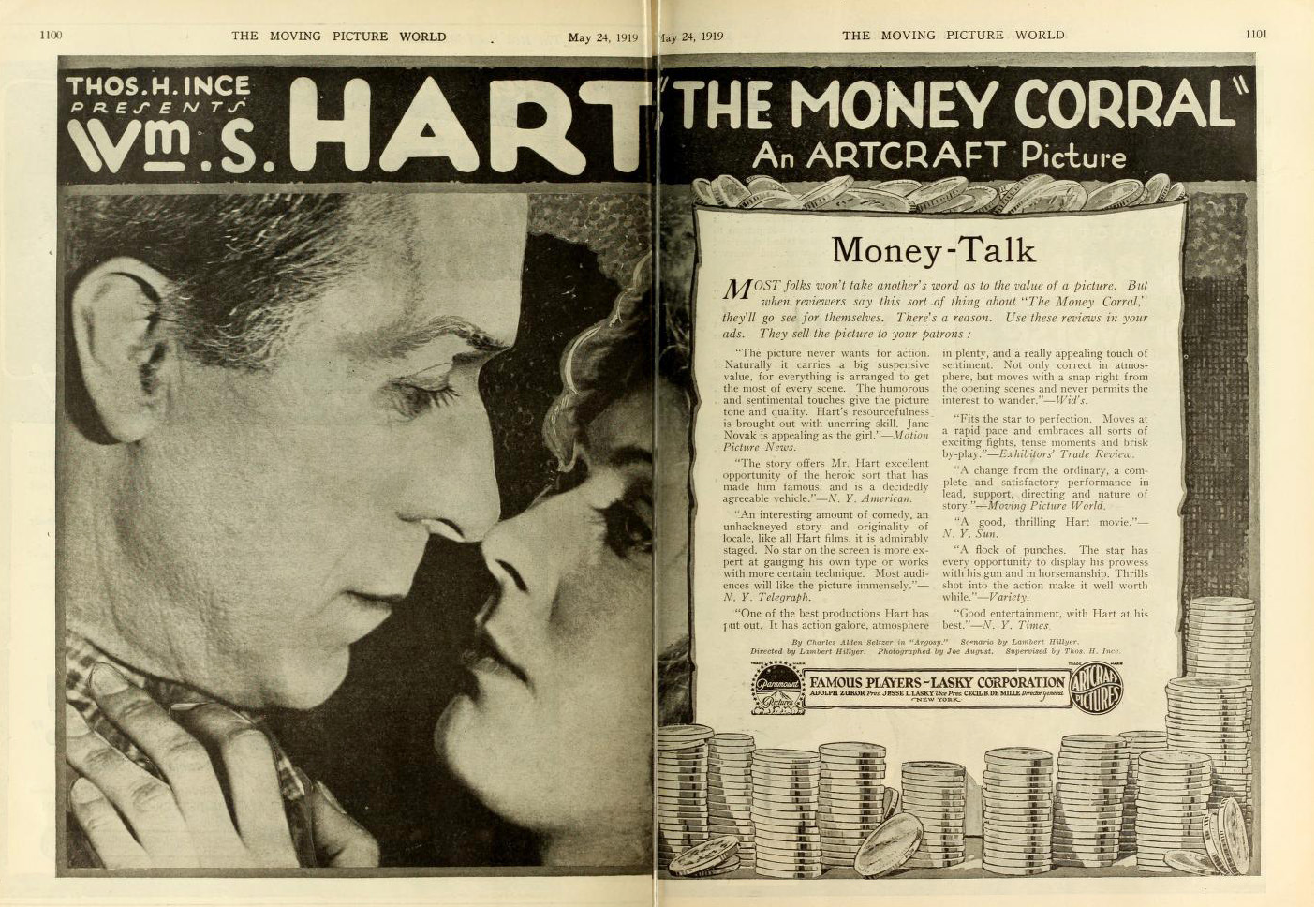
The Money Corral (1919)
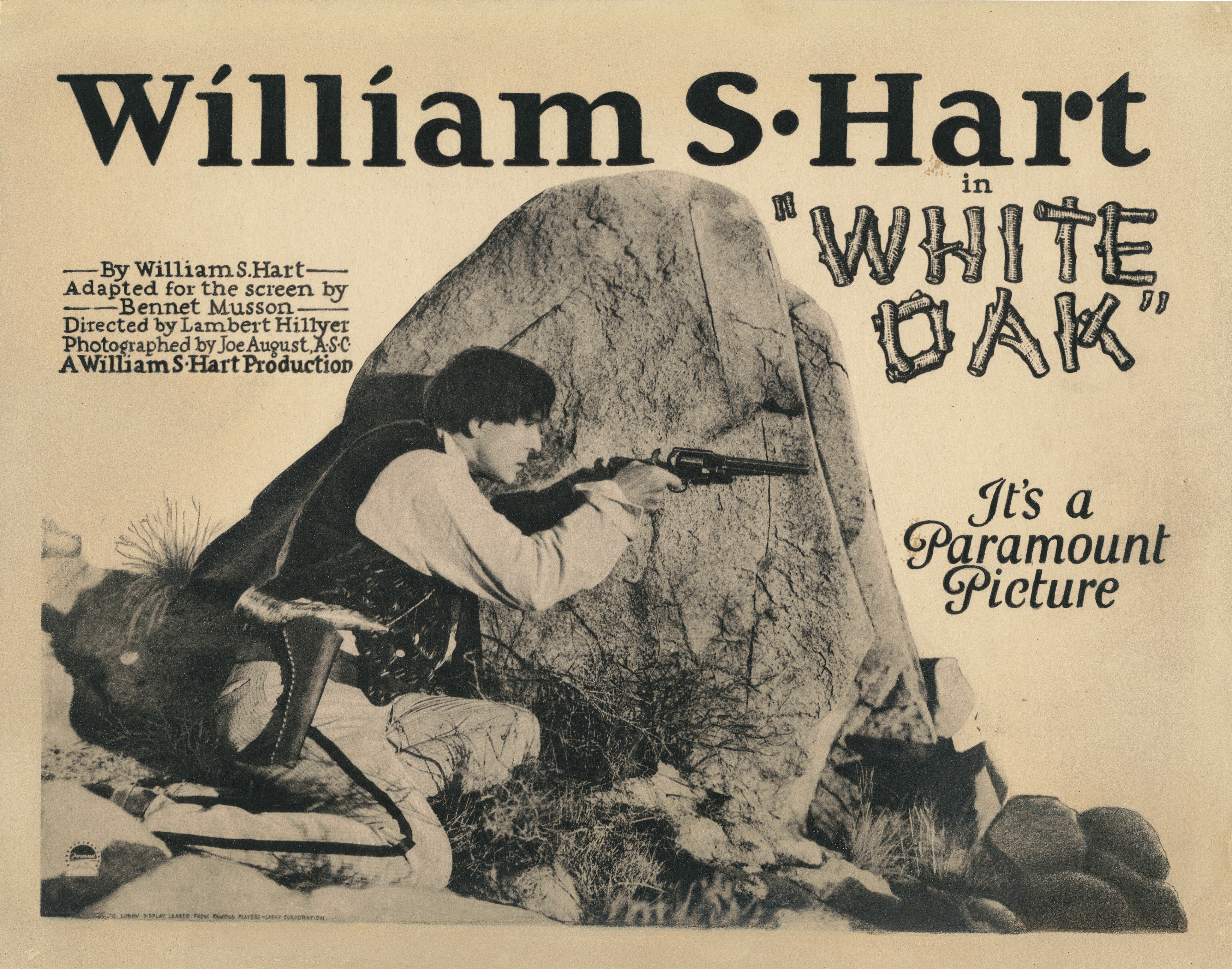
White Oak (1921)

### Regista
- The Gringo - cortometraggio (1914)
- Two-Gun Hicks - cortometraggio (1914)
- In the Sage Brush Country - cortometraggio (1914)
- Grit - cortometraggio (1915)
- The Scourge of the Desert
- Mr. 'Silent' Haskins
- The Grudge - cortometraggio (1915)
- The Sheriff's Streak of Yellow
- The Roughneck, co-regia di Clifford Smith (1915)
- The Taking of Luke McVane
- The Man from Nowhere (1915)
- Bad Buck of Santa Ynez
- The Darkening Trail  (1915)
- The Conversion of Frosty Blake
- Tools of Providence
- The Ruse, co-regia di William H. Clifford  (1915)
- Cash Parrish's Pal
- Knight of the Trail
- Pinto Ben - cortometraggio (1915)
- Keno Bates, Liar - cortometraggio (1915)
- The Disciple, co-regia di (non accreditato) Clifford Smith (1915)
- Between Men (1915)
- Hell's Hinges, co-regia di Charles Swickard e, non accreditato Clifford Smith  (1916)
- The Aryan, co-regia di Reginald Barker e Clifford Smith (1916)
- The Primal Lure (1916)
- The Apostle of Vengeance (1916)
- The Patriot (1916)
- The Dawn Maker (1916)
- The Return of Draw Egan (1916)
- The Devil's Double
- Truthful Tulliver (1917)
- The Gun Fighter (1917)
- The Desert Man (1917)
- The Square Deal Man (1917)
- Wolf Lowry (1917)
- The Cold Deck, co-regia di, non accreditato, Clifford Smith (1917)
- The Silent Man (1917)
- The Narrow Trail, co-regia di Lambert Hillyer (1917)
- Wolves of the Rail
- 'Blue Blazes' Rawden (1918)
- The Tiger Man (1918)
- Selfish Yates (1918)
- Shark Monroe (1918)
- Riddle Gawne, co-regia di Lambert Hillyer (1918)
- The Border Wireless (1918)
- A Bullet for Berlin
- Branding Broadway
- The Poppy Girl's Husband, co-regia di Lambert Hillyer (1919)
- The Money Corral (1919)
- Square Deal Sanderson
- The Cradle of Courage
- Tumbleweeds, co-regia di King Baggot - non accreditato (1925)

### Produttore
- Shark Monroe, regia di William S. Hart (1918)
- The Poppy Girl's Husband, regia di William S. Hart e Lambert Hillyer (1919)
- Wagon Tracks, regia di Lambert Hillyer (1919)
- Three Word Brand (o 3 Word Brand), regia di Lambert Hillyer (1921)

### Sceneggiatore
- The Narrow Trail, regia di William S. Hart e Lambert Hillyer - soggetto (1917)

## Riconoscimenti
Oltre alla Stella sulla Hollywood Walk of Fame, Hart è stato insignito di diversi altri riconoscimenti per la sua attività nel campo del cinema western: fa parte della Hall of Great Western Performers al National Cowboy & Western Heritage Museum di Oklahoma City.
Il suo ranch, La Loma de los Vientos a Newhall, costruito tra il 1924 e il '28 in stile colonico spagnolo, è ora parte del Natural History Museum of Los Angeles County.
La scuola superiore di Santa Clarita Valley a nord di Los Angeles è stata chiamata William S. Hart High School District in suo onore.